# Enotogenes exiguus
Enotogenes exiguus är en skalbaggsart som beskrevs av Heller 1917. Enotogenes exiguus ingår i släktet Enotogenes och familjen långhorningar. Inga underarter finns listade i Catalogue of Life.